# Eva Möller
Eva Möller, (född och senare folkbokförd som Eva Birgitta Norée), född 18 oktober 1938 i Oscars församling i Stockholm, död 23 november 2024 i Kungsholmens distrikt, var en svensk gitarrist, särskilt känd för flamencomusik. Hon introducerade flamencon i Sverige och anses vara en av Sveriges främsta flamencogitarrister genom tiderna. Hon var också kompositör, arrangör, poet och översättare, bland annat av flera av Federico García Lorcas texter.
Hon var verksam som musiker sedan 1960-talet. Mellan år 1969 och 1972 turnerade hon med Miriam Makeba i Europa och Afrika bland annat 1969 vid Pan-African Festival i Algeriet. Hon turnerade med Teatro popular latinoamericano i Sydamerika 1985 och 1989. Möller komponerade och spelade tillsammans med Ulf Björlin och landets ledande symfoniorkestrar. År 1972 medverkade hon på Yrkestrubadurernas förenings skiva YTF på Gröna Lund och 1977 gav hon ut den egna skivan Eva Möller (YTF 1977). Hon har samarbetat med den spanska dansösen Carmen Lucena. Ett annat artistsamarbete är med den svenska jazzsångerskan Nannie Porres, bland annat på skivan Nära (EMI, 1992).
Under årens lopp gav Möller ett stort antal offentliga konserter såväl som skolkonserter, ofta tillsammans med spanska gästartister. Känd från otaliga TV- och radioframträdanden under 60-70-80 och in på 90-talet. Hon ackompanjerade Evert Taube på Gröna Lund och tilldelades hans Bellmanspris.
Möller var under drygt tio år en välkänd röst i P2:s musikprogram Opp, Amaryllis. Hon var under många år teatermusiker och fast ansluten till Riksteatern. Hon komponerade visor för barn och vuxna samt ett antal körverk.
Som Eva Norée hade hon en roll i Ingmar Bergmans film Smultronstället, Hon medverkade med filmmusik i filmen Picassos äventyr
Hon har senare komponerat, skrivit och arbetat med sitt projekt för "Skapande Skola", spelat på Danscompagniet, gjort konsertframträdanden och genomfört seminarier på kultur- och musikhögskolor.
Hon var kusin till skådespelaren Per Myrberg.